# Haroun Kabadi
Haroun Kabadi, född 1949, regeringschef i Tchad 12 juni 2002-24 juni 2003. I oktober 2021 utsågs Haroun Kabadi till president för National Transitional Council, det provisoriska parlament som utsågs av den regerande juntan sedan Idriss Débys död i april 2021.